# Wikipedija na srpskohrvatskom jeziku
Wikipedija na srpskohrvatskom jeziku srpskohrvatsko je jezično izdanje slobodne internetske enciklopedije Wikipedije. Započeta je 16. siječnja 2002. i trenutačno broji više od 454.000 članaka, što je čini drugom najvećom među južnoslavenskim izdanjima Wikipedije.

## Povijest

### Osnivanje
Wikipedija na srpskohrvatskom jeziku pokrenuta je 16. siječnja 2002. godine. Na adresi sh.wikipedia.com započeo ju je suradnik Pingos, odnosno Goran Kulenović, 33-godišnjak iz Kanade koji je prethodno prebivao u Bosni i Hercegovini. Prvi izvještaj o radu Wikipedije na srpskohrvatskom jeziku dao je 30. siječnja 2002. godine Tomasz Wegrzanowski, koji je njezin nastanak označio »događajem mjeseca«.
Dana 12. prosinca 2002. osnovana je Wikipedija na bošnjačkom jeziku u koju su kasnije izdvojeni članci iz prvobitne srpskohrvatske Wikipedije. Par dana po njezinu izdvajanju, 23. prosinca 2002. godine Wikipedija na srpskohrvatskom jeziku premještena je na sadašnju adresu, sh.wikipedia.org. Potom su pokrenute Wikipedija na hrvatskom jeziku i Wikipedija na srpskom jeziku 16. veljače 2003. godine.
Neki od najstarijih postojećih članaka na Wikipediji na srpskohrvatskom jeziku su prirodni broj, koji je započet 12. listopada 2003. godine. te članak Discharge, započet 18. lipnja 2004.

### Razdoblje neaktivnosti
Godine 2005., Wikipedija na srpskohrvatskom jeziku bila je zaključana na nekoliko mjeseci, od 20. veljače do 23. lipnja, kada je ponovno otvorena. Prije pokretanja bilo je potrebno ponovno proći uobičajenu proceduru za pokretanje novog jezičnog izdanja Wikipedije.

### Renesansa Wikipedije na srpskohrvatskom jeziku (2011. – 2015.)
Iako je početak bio polagana intenziteta uređenja, Wikipedija na srpskohrvatskom jeziku doživjela je od 2011. godine malu renesansu[nedostaje izvor] i zabilježila ogroman skok u broju članaka. U tri godine, od 2012. do 2015. godine, broj se njezinih članaka učetverostručio, čime je u tom razdoblju postala najbrže rastuće izdanje Wikipedije na području bivše Jugoslavije. Velik doprinos dali su novi suradnici, od kojih su neki bili došljaci, dok su drugi stigli s Wikipedije na srpskom jeziku i Wikipedije na hrvatskom jeziku (najznačajniji primjer je »odljev mozgova« s Wikipedije na hrvatskom jeziku, koji se poklopio s rastom sadržaja na Wikipediji na srpskohrvatskom jeziku).[nedostaje izvor]
Dana 26. rujna 2014. godine Wikipedija na srpskohrvatskom jeziku prešla je broj od 253 tisuće članaka čineći je najvećom južnoslavenskom Wikipedijom.
Časopis PC Press dodijelio je Wikipediji na srpskohrvatskom jeziku nagradu PC Press Top 50 za najbolju mrežnu stvar među bazama znanja za 2016. godinu.

## Statistika
Wikipedija na srpskohrvatskom jeziku imala je 16. veljače 2003. godine skoro 200 stranica. Do početka 2005. godine na toj Wikipediji dominirali su članci iz područja enigmatike, kada je ona nakratko zamrla.
Poslije ponovnog pokretanja slijedio je relativno brz rast u broju članaka. Prag od 1000 članaka prijeđen je 7. listopada 2005. godine, a prag od 5000 članaka prijeđen je 22. srpnja 2006. godine. Wikipedija na srpskohrvatskom jeziku imala je 10. travnja 2007. godine 10.000 članaka. Broj članaka udvostručen je 4. studenoga 2008. godine, kada je prijeđen prag od 20.000 članaka. Prag od 30.000 članaka prijeđen je 20. svibnja 2010. godine. Dana 25. siječnja 2014. godine dosegnut je broj od 100.000 članaka. 
Kratka kronologija broja članaka:
- travanj 2007.: 10.000 članaka
- studeni 2008.: 20.000 članaka
- svibanj 2010.: 30.000 članaka
- studeni 2011.: 50.000 članaka
- listopad 2012.: 70.000 članaka
- travanj 2013.: 80.000 članaka
- listopad 2013.: 90.000 članaka
- siječanj 2014.: 100.000 članaka
- veljača 2014.: 110.000 članaka
- ožujak 2014.: 130.000 članaka
- travanj 2014.: 160.000 članaka
- svibanj2014.: 170.000 članaka
- lipanj 2014.: 180.000 članaka
- srpanj 2014.: 190.000 članaka
- kolovoz 2014.: 210.000 članaka
- listopad 2014.: 270.000 članaka
- ožujak 2015.: 394.000 članaka
- srpanj 2015.: 425.000 članaka
- siječanj 2016.: 430.000 članaka
- kolovoz 2024.: 460.000 članaka

## Politika uređivanja
Prvi suradnici uredili su Glavnu stranicu 18. lipnja 2004. godine, kada su zadani osnovni ciljevi Wikipedije na srpskohrvatskom jeziku i kada je bilo napisano prvo uputstvo za rad. Članci na Wikipediji na srpskohrvatskom jeziku pišu se latinicom uz mogućnost transliteracije u ćirilicu. Glavni je cilj Wikipedije na srpskohrvatskom jeziku, u skladu s politikama i smjernicama, olakšati koordinaciju među pojedinim wikipedijskim izdanjima među južnoslavenskim jezicima da se uzalud ne bi rasipala energija i duplirali članci.
Wikipedija na srpskohrvatskom jeziku nastoji uključiti sve govornike srpskohrvatskog jezika. Osnova politike Wikipedije na srpskohrvatskom jeziku jezična je uključivost, što podrazumijeva slobodnu uporabu bilo kojeg varijeteta srpskohrvatskog jezika prigodom uređenja članaka. Na Wikipediji na srpskohrvatskom jeziku dopušteno je pisati bilo kojim varijetetom.
Na Wikipediji na srpskohrvatskom jeziku primjenjuje se nulta tolerancija na nasilje i vrijeđanje na nacionalnoj, vjerskoj, rasnoj i drugoj osnovi, kao i na druge oblike diskriminacije.

## Kvaliteta
Na Wikipediji na srpskohrvatskom jeziku izvorno nastao je veći broj članaka o srpskohrvatskom jeziku, povijesti i raspadu Jugoslavije, Drugom svjetskom ratu u Jugoslaviji, povijesti Kosova i drugim balkanskim temama. Osim toga, opsežnije su pokrivene teme vezane za starovjekovnu povijest i rano kršćanstvo, umjetničke teme kao kazalište, kinematografija, humanističke teme kao filozofija, religija, ateizam, zatim kemija, enigmatika itd. Sistematično su obrađeni i članci vezani za razne kalendare i kronologiju po stoljećima, desetljećima i godinama. Osim toga, Wikipedija na srpskohrvatskom jeziku odabire i preuzima kvalitetne članke s Wikipedije na srpskom jeziku, Wikipedije na hrvatskom jeziku i Wikipedije na bošnjačkom jeziku, te proširuje tematske cjeline prijevodima s engleske i drugih većih izdanja Wikipedije.
Wikipedija na srpskohrvatskom jeziku ima i LGBT portal koji pokriva niz članaka o LGBT povijesti, seksualnim orijentacijama, rodnom identitetu i srodnim temama.

## Rang
Godine 2006., Wikipedija na srpskohrvatskom jeziku bila je po broju članaka na 61. mjestu na svijetu. Do 2015. godine napredovala je za 42 mjesta i time stigla na 19. mjesto, čime se uvrstila na popis 20 najvećih izdanja Wikipedije. 
Wikipedija na srpskohrvatskom jeziku imala je 28. lipnja 2014. godine koeficijent dubine (engl. depth) 167, što ju je smjestilo na 6. mjesto među wikipedijskim izdanjima s više od 100.000 članaka.

## Vanjske poveznice
- Recite nam o Wikipediji na srpskohrvatskom, Meta-Wiki
- Jedina zajednička Wikipedija  Arhivirana inačica izvorne stranice od 21. studenoga 2013. (Wayback Machine), e-novine.com, 14. listopada 2013.